# جوكان (مقاطعة فيروزآباد)
جوكان (بالفارسية: جوکان) هي قرية تقع في قسم خواجه‌اي الريفي في إيران. يقدر عدد سكانها بـ 365 نسمة بحسب إحصاء 2016.